# Ferrovia Cogne-Acque Fredde
La ferrovia mineraria Cogne-Acque Fredde (in francese, Chemin de fer minier Cogne - Eaux-Froides) fu realizzata dalla società Cogne per lo sfruttamento delle miniere di ferro poste nei pressi dell'omonima località valdostana.
Essa era parte di un sistema di trasporto per l'alimentazione del complesso siderurgico di Aosta assieme a teleferiche minerarie: per lo sfruttamento delle miniere di carbone di La Thuile vennero realizzate la Ferrovia La Thuile-Arpy e la Ferrovia Aosta-Pré-Saint-Didier. Faceva parte di un più ampio sistema di trasporto combinato, che includeva anche due teleferiche: una tra Colonna e Moline, l’altra tra Charémoz e Aosta.
In seguito alla chiusura delle miniere, avvenuta nel 1979, ne fu proposta la trasformazione in tranvia interurbana, ad uso turistico, con prolungamento della linea da Eaux-Froides a Plan Praz ed interscambio con la telecabina Aosta Pila, sia come collegamento invernale tra il comprensorio di Pila (orientato allo sci da discesa) e quello di Cogne (orientato allo sci da fondo) che come collegamento tra Aosta e Cogne, concorrenziale con il vettore stradale, e facente parte nel progetto di recupero museale del vasto complesso minerario di Cogne. Nonostante significativi investimenti, tale intenzione tuttavia non fu mai concretizzata.

## Storia

### La costruzione e le origini

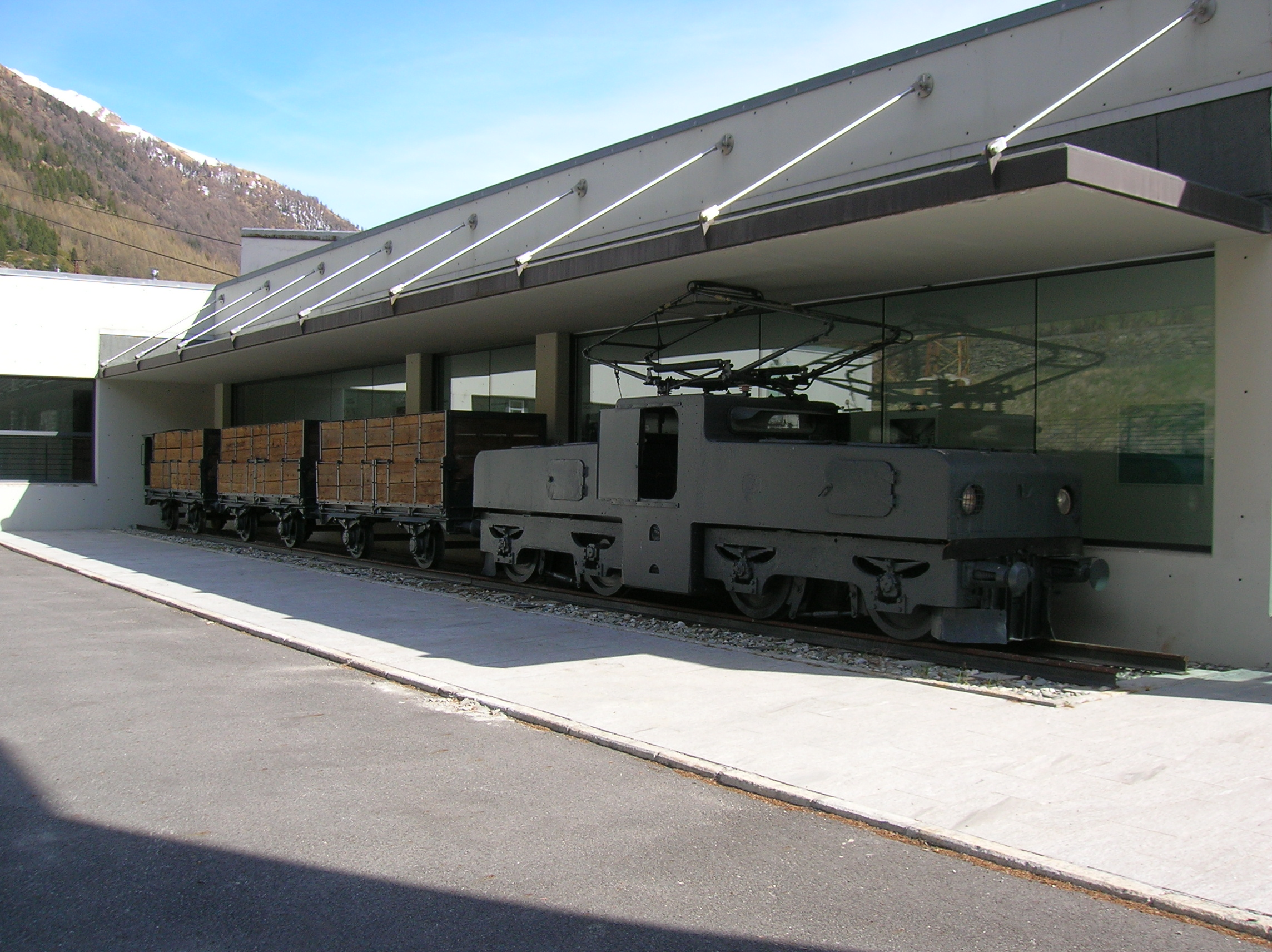
Convoglio esposto al Museo minerario di Cogne

La costruzione della tratta Cogne – Eaux-Froides – Charémoz iniziò nell’agosto del 1916, non senza difficoltà tecniche, in particolare a causa di infiltrazioni d’acqua nelle gallerie. La linea fu inaugurata ufficialmente il 18 ottobre 1922 ma solo il 19 febbraio 1923 una locomotiva a vapore mineraria alimentata a nafta da circa 75 kW compì la prima corsa effettiva.
Fin dai primi utilizzi, emerse un problema strutturale nella galleria del Drinc (pron. fr. "Drènc"), la cui ristretta sezione (8,5 m²) la rendeva soggetta a ristagni dei fumi, il che costrinse a limitare il carico dei convogli a due o tre vagoni per viaggio: ciò risultava insufficiente per soddisfare la domanda dell’impianto di Aosta. Per questa ragione durante l’estate del 1923, pur essendo le infrastrutture completate, fu necessario integrare il trasporto su rotaia con un servizio su strada, costituito da una flotta di circa quindici camion che effettuava due o tre viaggi giornalieri lungo la carrozzabile Cogne–Aymavilles, trasportando fino a 400 tonnellate di minerale estratto al giorno.
Nel 1924, la linea fu ufficialmente classificata come "ferrovia privata di seconda categoria per il trasporto del minerale di ferro". La situazione tuttavia richiese presto interventi strutturali, tra cui l’ampliamento della galleria del Drinc poiché il già citato problema del ristagno dei fumi provocò la morte per soffocamento di due operai il 25 novembre 1925, inducendo a sostituire la locomotiva a vapore con 2 locomotori elettrici a 2 assi ad accumulatori da 26 kW, posti in servizio nel 1926. 
Osservando le loro limitate prestazioni, nello stesso anno si pensò ad elettrificare la linea a 600 V cc e fu dunque acquisito un locomotore elettrico a 2 assi dalle Officine Savigliano, con cabina a sbalzo, della potenza di 80 kW contrassegnato con la lettera "L". Due ulteriori locomotori a carrelli da 160 kW furono consegnati nel 1928. Grazie ai 2 convogli in circolazione per 16 ore si riuscirono a trasportare quotidianamente circa 1200-1300 t di minerale completamente su rotaia. Per poter avere una riserva ed effettuare le operazioni di manutenzione ai locomotori, nel 1937 ne fu costruito un terzo.

### Durante la Seconda guerra mondiale
Nel 1927, con la nazionalizzazione delle miniere da parte del regime fascista, anche la miniera di Cogne passò sotto il controllo statale, segnando un nuovo capitolo nella gestione dell’intero sistema di estrazione e trasporto del minerale.
Nel 1939 la ferrovia venne dotata per la prima volta di due carrozze passeggeri da 36 posti ciascuna, destinate a un utilizzo civile occasionale. Questa modifica, apparentemente secondaria, si rivelò significativa negli anni successivi, quando la linea fu coinvolta in eventi legati al contesto bellico e alla Resistenza.
Il 7 luglio 1944 fu istituita la cosiddetta "Repubblica di Cogne", una breve esperienza di autonomia locale durante la Resistenza italiana. L’iniziativa nacque da un accordo tra Franz Elter, direttore centrale della Società Anonima Nazionale Cogne, e le forze tedesche. Elter si impegnava a mantenere in funzione le miniere e a garantire il trasporto del minerale verso lo stabilimento di Aosta, a patto che i tedeschi non attaccassero i partigiani presenti nella zona di Cogne. L’accordo, tuttavia, durò circa quattro mesi ma già tra il 6 e il 7 luglio 1944, e fino a settembre dello stesso anno, numerosi partigiani e civili in fuga utilizzarono la ferrovia per raggiungere il Cogne. Il treno fu così impiegato anche per il trasporto clandestino di persone, tra cui alcune figure destinate a giocare un ruolo importante nella futura storia politica e culturale italiana, quali: Sandro Pertini, futuro presidente della Repubblica, l'editore Giulio Einaudi e Ugo Pecchioli, dirigente del Partito Comunista Italiano e futuro senatore, oltre ad altri esponenti della Resistenza e dell’ambiente intellettuale antifascista.
Nel novembre ‘44 i nazifascisti decisero di occupare Cogne e le miniere: i partigiani fecero in risposta brillare il ponte di Chevril, facendo rimanere Cogne isolata: l'unico collegamento pubblico, per i rifornimenti ed il trasporto delle persone resterà perciò, fino a fine della Seconda guerra mondiale e poco oltre, la ferrovia.

### Utilizzi civili e d'emergenza della ferrovia (1947–2000)
Come osservato, tra il 1944 ed il 1947, parallelamente al trasporto minerario si affiancò anche l'utilizzo della ferrovia come collegamento emergenziale tra Cogne e il resto della regione quando l'unica strada esistente viene interrotta.
Il 1º luglio 1947, un ordine di servizio della stessa Società Cogne dispose la limitazione del trasporto passeggeri sulla tratta ferroviaria, a seguito dell’interruzione della strada carrozzabile. Sebbene il trasporto passeggeri non fosse mai stato formalmente istituito, furono concessi solo 25 permessi, validi esclusivamente la domenica e riservati al personale dipendente.
Negli anni successivi, la ferrovia venne utilizzata in più occasioni per emergenze legate alle condizioni meteorologiche, in particolare per l'impraticabilità delle strade per neve o valanghe.
Già nel febbraio 1951 forti nevicate bloccarono l’accesso a Cogne, rendendo indispensabile l’uso della linea. Un evento analogo si verificò nel 1969, quando una nevicata pasquale inattesa provocò una valanga nella frazione di Vieyes di Aymavilles, rendendo necessario evacuare un centinaio di turisti da Cogne. Nel 1972, un altro inverno rigido provocò nuove slavine, isolando la valle e rendendo necessario l'uso del treno per sgomberare i visitatori rimasti bloccati. Questi episodi spinsero già allora a valutare l’ipotesi di riutilizzare la galleria sotto il Drinc come via di fuga permanente dalla valle di Cogne, al punta da avanzare anche la proposta di allargare il tunnel per consentire il transito promiscuo, ovvero sia ferroviario sia veicolare in caso di emergenza.
La chiusura definitiva delle miniere nell'aprile 1979 comportò anche la dismissione della tratta, ma l’idea di un riutilizzo civile dell’infrastruttura rimase viva.
Un ultimo impiego straordinario della ferrovia avvenne durante l’alluvione del 14-15 ottobre 2000, che colpì duramente la valle di Cogne. Numerose frane interessarono la strada regionale, e in particolare il crollo del ponte sul torrente Tarambel, tra Épinel e Cogne, rese impossibile l’accesso al comune. In questa occasione, fu riattivata provvisoriamente la linea ferroviaria, limitatamente alla tratta da Eaux-Froides a Épinel, per garantire i rifornimenti e la mobilità della popolazione.

### Progetto turistico per il riutilizzo della ferrovia

#### Gli esordi e il progetto iniziale (anni 1980)
Come accennato, dopo la chiusura delle miniere nel 1979, la ferrovia fu rapidamente rivalutata in chiave turistica per poterla sfruttare in modo continuativo e garantire al contempo una via di fuga efficiente per emergenze legate a condizioni meteorologiche avverse, in alternativa alla strada. Tra i principali promotori dell'iniziativa ci fu Osvaldo Ruffier (Gimillan di Cogne, 1936-2019), un ex minatore che rimase sindaco di Cogne dall'11 agosto 1971 fino al maggio 2003, cercando di coordinare e portare a termine l'opera di riconversione della ferrovia durante quelle tre decadi. Il progetto complessivo era infatti ambizioso: si proponeva di così di avere un collegamento diretto e veloce con Aosta, concorrenziale alla strada statale, e al contempo consentire di agevolare gli spostamneti tra Cogne, centro turistico invernale ed estivo dotato di numerose strutture alberghiere, con Pila che, pur essendo una rinomata località per lo sci da discesa, disponeva di poche strutture ricettive. Con questi intenti, già nel 1980, la Regione Autonoma Valle d'Aosta acquisì l'infrastruttura con l'obiettivo di riqualificarla, aggiungendola alla proposta del museo minerario e promuovendo un possibile collegamento tra i comprensori turistici di Cogne e Pila.
Il progetto fu approvato dal Ministero dei Trasporti e prevedeva il riutilizzo della ferrovia esistente (mantenuta con il suo scartamento ridotto di 900 mm), con alcuni lavori di consolidamento e drenaggio delle gallerie ed il rinnovo del parco rotabile: per garantire regole meno stringenti la nuova infrastruttura sarebbe stata classificata come 'Tranvia interurbana'.
Tuttavia, subito emerse la necessità di un ulteriore investimento rispetto ai 4 miliardi di lire inizialmente previsti, per rendere il progetto realmente ambizioso. Per l'aggiornamento del parco rotabile fu previsto l’acquisto di due treni composti da dieci carrozze nuove (da 16 posti a sedere ciascuna), e la previsione di due corse all'ora, con una capacità di 300 passeggeri l'ora e una velocità massima di 50 km/h.
Nel 1982 iniziò la fase progettuale concreta, con l'ordine delle carrozze e la modifica dei locomotori. Gli interventi previsti per il riutilizzo della linea comprendevano una serie di lavori infrastrutturali complessi: il risanamento delle gallerie, con la sostituzione della vecchia massicciata e l’ampliamento della volta, la sostituzione della catenaria e la modernizzazione delle cabine elettriche, con l'installazione di impianti di rilevamento della posizione del convoglio, l'introduzione di sistemi di rilevamento delle slavine e la ventilazione d’emergenza nelle gallerie, per prevenire eventuali incendi.
Un altro aspetto rilevante del progetto era l'idea di collegare Cogne e Pila attraverso un sistema combinato ferrovia-cabinovia. Si prevedeva di estendere il binario da Eaux-Froides verso est, fino a Plan Praz, punto di interscambio con la cabinovia che Aosta-Pila. Il progetto contemplava un allungamento della ferrovia di circa 900 metri per facilitare il trasferimento dei passeggeri tra i due mezzi di trasporto. Nel 1987, si pensò anche al rinnovamento della cabinovia di Aosta, per un potenziale miglioramento della mobilità turistica tra i due comprensori.
Nel 1984, le stime per il recupero della ferrovia Cogne – Eaux-Froides – Plan Praz suggerivano un investimento di 11 miliardi di lire, stanziato nel 1985 attraverso la Legge regionale 68 del 31 dicembre 1984. A partire dall'aprile 1986, furono avviati i lavori di recupero, con interventi sulle tre gallerie principali (Crétaz, Drinc e Charémoz) e sulle tratte all'aperto, che si conclusero nel 1988 con il nulla osta per la sicurezza delle opere. Nel 1988 iniziò il secondo lotto di lavori, che si sarebbe protratto negli anni '90. L'aumento dei costi, dovuto all'allungamento della ferrovia fino a Plan Praz, comportò una revisione del finanziamento, che venne aggiornato per coprire i nuovi oneri.

#### L'estensione verso Plan Praz (anni 1990)
Nel 1989, furono completati importanti lavori di consolidamento nelle gallerie, come l’allargamento della galleria del Drinc, dove furono realizzati canali per il deflusso delle acque sorgive e un nuovo rivestimento in bentonite. Inoltre, venne rinnovato completamente il binario, con rotaie da 18 metri e una massa di 36 kg/m su traverse di legno di rovere.
Nel 1990, il Ministero dei Trasporti richiese modifiche riguardo alla linea elettrica aerea, specialmente per le necessità di evacuazione dalla galleria. La decisione finale fu quella di ridurre a un unico treno composto da dieci carrozze, in grado di trasportare 150 passeggeri per corsa. Il 1992 vide l'approvazione regionale di un ulteriore stanziamento di 3,5 miliardi di lire per il terzo lotto di lavori.
Il progetto generale di completamento dell'infrastruttura fu finalmente approvato dalla Commissione del Ministero dei Trasporti nel 1995, mentre nel 1996 venne rifinanziata la Legge regionale del 1984. Nel 1998, la ditta Firema fu incaricata di costruire il convoglio da dieci carrozze e due motrici. Il convoglio avrebbe avuto una capacità di 150 persone l’ora, con un tempo di percorrenza di circa 25 minuti fino a Plan Praz, dove nel frattempo veniva completata la stazione intermedia della telecabina Aosta-Pila.
Nel 1999, la Giunta regionale affidò la gestione della "tranvia intercomunale" alla Pila S.p.A., già responsabile della cabinovia. A seguito dell'accordo, la Regione si impegnò a versare alla Pila S.p.A. un finanziamento di circa 2,5 miliardi di lire per la formazione del personale e l'avvio dell'esercizio dell'impianto.
Nel frattempo, tra il 1998 ed il 2005 la linea venne prolungata verso Plan-Praz, in modo da consentire lo scambio con la telecabina Aosta-Pila.

#### I collaudi alle opere ed i relativi problemi (anni 2000)
Nel 2000, l’alluvione che colpì la valle di Cogne provocò ritardi nei lavori. Nonostante ciò, i lavori continuarono. Nel 2002, si concluse il ripristino dei fabbricati, e continuarono gli interventi sugli impianti elettrici, telefonici, e di videosorveglianza. A fine 2003, fu fatto il punto sui lavori: il primo e secondo lotto (messa a norma delle gallerie) erano completati, mentre il terzo e quarto lotto (rifacimento della sede ferroviaria e ventilazione della galleria Drinc) erano ultimati. Il quinto lotto (edifici di stazione) era previsto per il 2004, ma il fallimento della Firema rallentò ulteriormente i lavori, prolungando la data di apertura.
Nel 2005, la Regione decise di affidare la fornitura dei locomotori alla Costa Rail Group (ex Firema), che consegnò le carrozze verdi scure, decorate con la scritta "Petit-Train-Grand-Paradis". Ogni carrozza poteva trasportare fino a 16 passeggeri con due porta sci esterni. Il convoglio completo avrebbe potuto trasportare un massimo di 320 passeggeri all'ora, percorrendo l'intero tracciato della tranvia intercomunale Cogne – Eaux-Froides – Plan Praz in circa 30 minuti.
Tuttavia, nonostante i progressi, la data di riapertura della linea non fu mai fissata con certezza, e i ritardi continuarono a rallentare il completamento definitivo dell'opera. Nel 2005, anche Striscia la Notizia si occupò della vicenda, evidenziando la difficoltà nell'attivare finalmente il servizio ferroviario.
Nel 2006, la cifra complessiva per il recupero della ferrovia Cogne – Eaux-Froides – Plan Praz si avvicinò a 30 milioni di euro, tra lavori civili e il materiale rotabile, come emerso durante un'audizione in Consiglio Valle. Tuttavia, nello stesso anno emersero nuovi ostacoli per il progetto, ormai in gravi difficoltà. A settembre, la Pila S.p.A. effettuò dei sopralluoghi, durante i quali furono riscontrati problemi al rivestimento delle gallerie, necessitando lavori di rifinitura e manutenzione a carico della società. Inoltre, furono richiesti chiarimenti sulla sicurezza della galleria del Drinc.
A causa di un contenzioso sulle posizioni debitorie della Costa Rail, i locomotori previsti per il servizio furono consegnati in ritardo. Sebbene arrivassero a fine anno, dovevano ancora essere testati dai tecnici del Ministero dei Trasporti.
Nel 2007, i risultati della perizia commissionata alla Pila S.p.A. evidenziarono una situazione ancora più grave del previsto. La relazione sottolineò vari problemi, tra cui difficoltà nella posa del binario, in alcuni punti deformato a causa delle costanti escursioni termiche stagionali, guasti ai locomotori che non avevano ricevuto  adeguata conservazione per gli accumulatori ed erano inoltre provati dalle deformazioni al binario, inadeguatezza delle carrozze per affrontare le curve strette e dubbi sull'autonomia delle batterie necessarie per il servizio giornaliero. A causa di queste problematiche, la Regione incaricò una Commissione di esperti di redigere una perizia definitiva sulla situazione della ferrovia.
Nel 2008, la relazione finale della Commissione fu sconfortante: dopo 23 anni di lavori e circa 30 milioni di euro spesi, si evidenziò che gran parte dei lavori doveva essere rifatta. La perizia mise in luce errori di progettazione negli impianti, nella scelta del tipo di trazione e dei locomotori, e segnalò la necessità di ingenti investimenti per correggere i difetti strutturali. Si segnalò inoltre che l'alimentazione dei locomotori non era adeguata alla tipologia di linea e al servizio previsto. A questo si aggiunse la necessità di gallerie parallele alle esistenti collegate con uscite di emergenza ogni 250m per garantire un'evacuazione sicura in caso di qualunque emergenza, specie quella di incendio, secondo le nuove leggi approvate a seguito dei disastri del tunnel del Monte Bianco (1999) e quello della funicolare di Kaprun, in Austria (2000): senza di essa le gallerie così create sarebbero inservibili, come sottolineato nel 2016 in un'intervista al sindaco Franco Allera, durnate la quale lo stesso criticò il fatto di non aver seguito una norma unica, cercando di trasformare in tranvia un'infrastruttura ferroviaria e creando così confusione sui riferimenti da seguire. 
Nel giugno 2008, i tecnici effettuarono una prova in loco con il treno composto da due locomotori e dieci carrozze, ma la macchina riuscì a stento a percorrere l'intero tracciato, un fallimento che portò la Corte dei Conti ad aprire un fascicolo di indagine.
Nel dicembre 2008, fu la volta dei consiglieri regionali, che effettuano un nuovo sopralluogo. La Giunta regionale, nel 2009, decise di prendere tempo sulla questione e rinviare ogni decisione dopo la pausa estiva. Tuttavia, nelle sedute del 17 e 23 settembre 2009, il Consiglio regionale decise ufficialmente di sospendere il progetto di riapertura e di abbandonare la realizzazione della tranvia Cogne - Eaux-Froides – Plan Praz, segnando la fine del lungo e travagliato tentativo di trasformare la linea in un'attrazione turistica.

#### L'abbandono del progetto (anni 2010)
Le discussioni sul possibile recupero della tranvia Cogne – Eaux-Froides – Plan Praz continuarono anche negli anni successivi alla sospensione del progetto nel 2009. Nel aprile 2011, una Commissione conclusiva redasse una relazione in cui si invitava il Consiglio Valle a sospendere ogni attività legata al recupero della ferrovia e a procedere con la dismissione degli impianti e dei materiali, segnando di fatto un ulteriore passo indietro rispetto all'idea di riattivare la linea.
Un'altra risoluzione adottata successivamente mise la pietra tombale sul progetto di recupero, ponendo fine a ogni speranza di riapertura della ferrovia come attrazione turistica.
Il 10 agosto 2012, una delibera di Giunta regionale sancì ufficialmente il via libera allo smantellamento della tranvia, esprimendo contestualmente un parere favorevole all'individuazione delle modalità di riconversione e di riutilizzo dell'infrastruttura, segnando così la fine di un lungo capitolo di tentativi di recupero della storica linea ferroviaria.

#### Ultimi atti (anni 2020)
Nel 2019 si conclude un lungo contenzioso tra la Regione e la ditta CostaRail, che aveva fornito il materiale rotabile. Nel 2020, l'Amministrazione regionale decide di vendere le tre locomotive e le dieci carrozze che avevano formato il trenino. Il prezzo di vendita iniziale, fissato a 630.000 euro, non suscita alcuna offerta. Un anno dopo, nel luglio 2021, la Regione lancia un secondo bando con il prezzo ridotto a 100.000 euro, ma anche in questo caso non si registra alcun interesse.
Un terzo bando, emesso il 26 novembre 2021, abbassa ulteriormente il prezzo a 30.000 euro, e finalmente nel marzo 2022 viene trovato un compratore: l’azienda milanese Valente Spa, specializzata in attrezzature e componenti ferroviarie. Il convoglio viene venduto all’asta per 31.500 euro e trasportato a Lainate per poter, secondo le intenzioni di quel momento, essere poi trasferito in Kazakistan e messo in funzione. In realtà anche questo progetto naufraga e il convoglio rimane ancora al 2025 presso il deposito, senza al momento prospettive di ripristino.
Ad inizio aprile 2024 diversi organi di stampa riportano la proposta regionale di sfruttare la galleria del Drinc per far passare tubazioni di acqua, metano e fibra ottica: proposta peraltro già avanzata nel 2012 ma mai praticata per via dei costi ingenti di smantellamento dell'infrastruttura ferroviaria e la successiva ricostruzione delle tubazioni di servizio.
Circa un mese e mezzo dopo, tra il 29 e 30 giugno 2024 un'alluvione colpisce Cogne facendo crollare parte della strada regionale 47 tra le località Chevril e Vieyes; essendo rimasto questo l'unico collegamento via terra del paese con il resto della regione, il comune resta isolato fino al 27 luglio 2024, impedendo anche ai turisti il recupero delle proprie vetture per circa un mese. Inoltre, per la prima volta rispetto a casistiche analoghe nel passato, la ferrovia non può essere attivata. Taluni richiedono misure eccezionali per rimettere in opera l'infrastruttura attraverso il coinvolgimento del Reggimento Genio ferrovieri ma il Consiglio Regionale boccia nuovamente la proposta. In tale occasione si dovette ricorrere all'evacuazione dei turisti ed ai rifornimenti alla popolazione via elicottero.

## Caratteristiche
La ferrovia mineraria, conosciuta in ambito locale come il "Trenino di Cogne" o la ferrovia del Drinc era armata con lo scartamento di 900 mm, tipico delle miniere americane ma inconsueto in Europa.
Omologata per il trasporto merci, nei casi di interruzione della strada di fondovalle tra Cogne ed Aymavilles per valanghe o frane la linea tuttavia garantiva il trasporto gratuito di derrate, combustibili e persone: fino agli anni cinquanta erano presenti a tale scopo due carrozze a carrelli, utilizzate anche per il trasporto delle maestranze della Cogne e loro familiari in occasioni particolari.
Particolare noto solo nell'ambiente minerario, per anni la galleria del Drinc è stata la galleria ferroviaria mineraria più lunga al mondo.

### Percorso
|  |  | Unknown route-map component "GNDC" |

|  |  | Unknown route-map component "exLKBHFa" |

|  |  | Unknown route-map component "exLSTR" |

|  | Unused aerial tramway | Unknown route-map component "exKDSTa" + Unknown route-map component "exLKDSTe" |  |  |

|  |  | Unknown route-map component "exTUNNEL2" |

|  |  | Unknown route-map component "exTUNNEL1" |

| Unknown route-map component "exlELC" | Unknown route-map component "exELC-PT" | Unknown route-map component "exDST" |  |  |

|  |  | Unknown route-map component "exTUNNEL2" |

|  |  | Unknown route-map component "exKDSTe" | Unused aerial tramway | Unused aerial tramway |

Il tracciato rinnovato, al 2005, data dell’ultima ed unica estensione, segue con precisione il percorso della vecchia ed originaria linea mineraria, che manteneva pendenze ridotte per agevolare il traino dei convogli. 
Le stazioni di Cogne e Plan Praz si trovano entrambe a circa 1535 metri di altitudine. Lungo il percorso si incontrano tratti con una pendenza media dello 0,7%, con alcune sezioni che raggiungono l’1% e in certi punti l’1,2%. La pendenza massima registrata era dell’1,5%, mentre il nuovo tratto pianeggiante, che attraversa il versante tra Acquefredde e Plan Praz, non presenta dislivelli significativi.
La linea rinnovata avrebbe avuto una lunghezza complessiva di 11,9 km (appena 900m in più rispetto all’originaria), con una prevalenza di tratti diritti, in particolare all'interno della lunga galleria del Drinc (6,7 km) e della galleria di Cretaz (985 m). La galleria di Charemoz (509 m), invece, presentava un tracciato curvilineo.
Tutte curve avevano generalmente raggi compresi tra i 100 e i 150 metri, con alcune eccezioni dove il raggio scendeva a 80 metri.
Partendo da Cogne, il percorso inizia con tratti rettilinei alternati a curve di medio raggio fino all’uscita della galleria di Cretaz, in prossimità della quale si trova una curva con raggio di 80 metri. Segue un tratto misto composto da rettilinei e curve ampie, poi un’altra sezione con curve da 100 a 150 metri di raggio. All’ingresso del posto di movimento di Epinel si incontra un’altra curva da 80 metri, seguita da una controcurva, prima di accedere alla lunga galleria del Drinc. Poco dopo l’ingresso in quest’ultima si trova una curva di raggio medio, subito seguita da una curva con raggio di 80 metri. Gran parte della galleria (che con i suoi 6,7 km occupa più della metà del percorso) è rettilinea, ma verso la fine si presenta un’altra curva sempre da 80 metri, seguita da un ponte a cielo aperto e dalla galleria Charemoz (504 m), caratterizzata da un andamento vario, costituito da tratti rettilinei, curve e controcurve di medio raggio. All’uscita di questa galleria vi è un’ulteriore curva, sempre con raggio di 80 metri.
Infine, dopo una penultima curva a medio raggio, si giunge al piazzale della stazione di Acque Fredde, dove si trova l’ultima curva da 80 metri. Da qui il tracciato prosegue verso il capolinea di Plan Praz, alternando rettilinei e curve di medio raggio.
Poche sono le opere di rilievo presenti lungo la linea: si contano cinque ponti, rispettivamente di 9, 3, 15, 17 e 30 metri di lunghezza e un sovrappasso stradale nei pressi della stazione di Acquefredde. La ferrovia era completamente in sede propria e totalmente priva di intersezioni con la rete stradale e quindi di passaggi a livello.
Vista la prevalenza di gallerie (64,5% del percorso, ovvero 8,2 km contro 3,7 km di tratti all’aperto) la linea aveva andamento prevalentemente rettilineo (83,5% del percorso) con curve di raggio comprese generalmente tra gli 80 ed i 150 m. Le pendenze erano in genere contenute con un massimo dell'1,5 %, il tracciato si sviluppava tra i 1515 ed i 1562 m.

### Stato attuale dell'opera
Al 2025, nonostante l'abbandono del progetto di riattivazione e la volontà espressa nel 2012 di dismissione delle infrastrutture, la sede ferroviaria risulta ancora armata e, teoricamente, percorribile nella sua interezza, se non fosse per la vegetazione spontanea che ha invaso i tratti visibili, posti all'aperto, e per l'assenza di materiale rotabile, venduto nel 2022.
Per quanto riguarda i fabbricati, quello di Eaux-Froides è vuoto e non riconvertito ad altro scopo, sebbene ospitasse già alcune parti della biglietteria ed i tornelli per l'accesso ai binari, mai utilizzati; allo stesso modo risultano abbandonate, sebbene ben conservate, le strutture del capolinea di Plan-Praz, mai entrate in funzione. L'altra stazione capolinea, quella di Cogne, è l'unica parte in uso del progetto, sebbene sia convertita ad altro scopo: dopo la recinzione e la parziale ristrutturazione dello stabile, avvenuti nel 2018, a partire dal 29 ottobre 2019 esso ospita la caserma dei Carabinieri del paese, il che ne ha consentito la riapertura dopo diciassette anni dalla soppressione di questo servizio, nel 2002.
Le tre gallerie della linea, Crétaz, Drinc e Charémoz, sono state messe in sicurezza nel 2012 previo la chiusura degli accessi con appositi cancelli. Nel 2016 è stato reso noto che l'interno di quella del Drinc iniziava a sfaldarsi per l'assenza di manutenzione e le infiltrazioni d'acqua rendendo la stessa non più percorribile nemmeno in caso d'emergenza.

## Materiale rotabile
Terminato il breve periodo della trazione a vapore, dal 1926 al 1979 sono utilizzati 3 locomotori detti 'Coccodrilli del Drinc' per via della loro forma. Furono costruiti dalle Officine di Savigliano ma, a differenza degli esemplari costruiti per il mercato svizzero, non erano articolati. Tutti, nonostante la dismissione pluridecennale, sono tutt'ora esistenti: l'unico restaurato e in buono stato di conservazione, sebbene non più funzionante, è il n°86 posto dalla metà degli anni 2000 all'aperto, presso il cortile del Museo delle Miniere di Cogne, sotto una semplice tettoia e sempre visibile. Intorno al 2019, con riorganizzazione degli spazi del percorso espositivo museale, il convoglio è stato inglobato all'interno, limitandone la visibilità ai soli orari di apertura del museo. Gli altri due Coccodrilli sono invece posti a terra all'aperto, in stato di forte degrado ed abbandono, in un terreno posto accanto al posto di movimento e sottostazione elettrica della ferrovia/tranvia ad Epinel: nonostante il forte stato di ossidazione è ancora visibile parte della livrea gialla (e non grigia come quella conferita durante il restauro al n°86) usata negli ultimi anni di servizio ed i pantografi ancora innalzati.
Per il mai attivato servizio turistico-tramviario furono scelti 3 locomotori Semafor V38, ristrutturati da un recupero dei tunnel servizio sotto la Manica e corredati da 10 carrozze dotate di portasci.